# 볼가강에서 배를 끄는 인부들
볼가강에서 배를 끄는 인부들(러시아어: Бурлаки на Волге 부를라키 나 볼게[*])은 일리야 레핀이 1870년부터 1873년까지 제작한 유화 작품이다. 본 작품은 항만 노동자들의 고됨을 표현했으며 당시 러시아 민중의 고달픈 삶을 생생히 나타낸 러시아 사실주의 미술의 걸작으로 평가받는다.

## 배경
1861년 알렉산드르 2세의 농노해방령 공표 이후 해방된 수많은 민중들은 삶의 터전을 떠나 고된 노동에 시달렸다. 레핀이 제국 미술 아카데미에 재학 중이던 1870년 볼가강 여행을 통해 본 작품 구상을 시작했으며, 《야이로 딸의 부활》의 성공으로 해외 유학 기회를 얻었음에도 불구하고 본 작품을 완성하기 위해 레핀은 1873년까지 유학을 미루었다.

## 평가
레핀은 이 작품을 통해 러시아 사실주의 미술계의 신예로 큰 주목을 받게 되었다. 또한, 당시 러시아 이동파 미술의 기조는 사회 문제 부각을 통한 계몽의 촉구였기에 지배층과 피지배층 간의 특성이 부각되었다. 하지만 《볼가강에서 배를 끄는 인부들》은 민중들의 삶을 있는 그대로 표현하여 사실주의 미술로써의 가치가 매우 높다고 평가받는다.

## 참고문헌
- 이훈석 (2020). “일리야 레핀의 예술관 - 사실과 현실을 넘어선 회화적 진리의 추구 -”. 《슬라브硏究》 (한국외국어대학교 러시아연구소) 36 (1): 197-227.
- 정금희 (2005). “러시아 사실주의 작가 일리아 레핀 예술의 혁명 이미지 분석”. 《조형교육》 (한국조형교육학회) (25): 87-108.